# Fiordo di Twelvemile
Il fiordo di Twelvemile (Twelvemile Arm) si trova nell'Arcipelago di Alessandro Arcipelago Alexander) nell'Alaska sud-orientale (Stati Uniti d'America) all'interno dell'isola Principe di Galles (Prince of Wales Island).

## Etimologia
Il nome del fiordo è stato dato nel 1886 dal Lt. Comdr. R. Clover dipendente del United States Navy.

## Geografia
Il fiordo si trova all'interno dell'isola Principe di Galles (Prince of Wales Island) e più o meno a metà isola (da nord a sud) e tramite la baia di Kasaan (Kasaan Bay) si immette nello stretto di Clarence (Clarence Strait). Al suo interno si trova la cittadina di Hollis, importante perché il suo porto, servito giornalmente dai traghetti dell'Inter-Island Ferry Authority, costituisce il principale punto di accesso all'isola Principe di Galles. Il fiordo inoltre si trova all'interno del Tongass National Forest.

### Isole del fiordo
Nel fiordo sono presenti le seguenti principali isole:
- Isola di Loy (Loy Island)[5] 55°29′06″N 132°36′34″W - L'isola, con una elevazione di 7 metri, si trova nei pressi della cittadina di Hollis.
- Isola di Cat  (Cat Island)[6] 55°28′05″N 132°39′36″W - L'isola, con una elevazione di 64 metri, si trova a sud della cittadina di Hollis.
- Isola di Jarvis  (Jarvis Island)[7] 55°30′25″N 132°32′57″W - L'isola, con una elevazione di 32 metri, si trova all'entrata del fiordo.

### Insenature e altre masse d'acqua
Nel fiordo sono presenti le seguenti principali insenature:
- Baia di Nanny (Nanny Bay)[8] 55°30′09″N 132°35′14″W - La baia si trova all'entrata nord del fiordo.
- Baia di Clark (Clark Bay)[9] 55°29′22″N 132°37′15″W - La baia si trova ad est della cittadina di Hollis.
- Baia di Hollis (Hollis Anchorage)[10] 55°28′44″N 132°39′21″W - La baia, ampia 2,2 chilometri, si trova all'entrata del proto di Hollis.
- Baia di Harris River (Harris River Bay)[11] 55°27′35″N 132°40′55″W - La baia, ampia 2,5 chilometri, si trova tra l'isola Principe di Galles (Prince of Wales Island) e l'isola di Cat (Cat Island).
- Baia di Twelvemile (Twelvemile Bay)[12] 55°28′47″N 132°34′14″W

### Promontori del fiordo
Nel fiordo sono presenti i seguenti promontori:
- Capo Sandy (Sandy Point)[13] 55°33′11″N 132°31′28″W - Il promontorio si trova all'entrata nord del fiordo.
- Capo Pellett (Pellett Point)[14] 55°31′15″N 132°34′08″W - Il promontorio si trova all'entrata nord del fiordo.
- Capo Kajusgidnas (Kajusgidnas Point)[15] 55°29′59″N 132°35′10″W - Il promontorio si trova all'entrata nord del fiordo.
- Capo Althouse (Althouse Point )[16] 55°28′18″N 132°38′42″W - Il promontorio, la cui elevazione è di 7 metri, si trova nell'isola di Cat (Cat Island).
- Capo Outer (Outer Point)[17] 55°30′54″N 132°31′15″W - Il promontorio, la cui elevazione è di 28 metri, si trova all'entrata sud del fiordo.

### Fiumi immissari del fiordo
Nel fiordo si immettono i seguenti fiumi (le coordinate si riferiscono alla foce):
- Fiume Halfmile (Halfmile Creek)[18] 55°29′18″N 132°39′40″W - Il fiume, lungo circa 2,9 chilometri, nasce nei pressi del monte Granite (Granite Mountain) (55°31′42″N 132°40′31″W) e sfocia nella baia di Hollis (Hollis Anchorage).
- Fiume Maybeso (Maybeso Creek)[19] 55°29′12″N 132°39′54″W - Il fiume, lungo circa 10 chilometri, nasce nei pressi del picco di Pin (Pin Peak) (55°32′16″N 132°50′38″W) e sfocia nella baia di Hollis (Hollis Anchorage).
- Fiume Harris (Harris River)[20] 55°27′40″N 132°41′33″W - Il fiume, lungo circa 22 chilometri, nasce nei pressi del picco di Pin (Pin Peak) (55°32′16″N 132°50′38″W) e sfocia nella baia di baia di Harris River (Harris River Bay).
- Fiume Indian (Indian Creek)[21] 55°27′28″N 132°41′29″W - Il fiume, lungo circa 9 chilometri, sfocia nella baia di baia di Harris River (Harris River Bay).
- Fiume Cave (Cave Creek )[22] 55°20′48″N 132°44′07″W - Il fiume, lungo circa 4,8 chilometri, sfocia nella parte più meridionale del fiordo.
- Fiume Twelvemile (Twelvemile Creek)[23] 55°20′59″N 132°43′58″W - Il fiume sfocia nella parte più meridionale del fiordo.

## Aree protette
Maybeso Experimental Forest. La Maybeso Experimental Forest è un'area di 11.000 acri di foresta sperimentale per studiare gli effetti della raccolta del legname attorno ai ruscelli frequentati dal salmone. L'area si trova lungo il fiume Maybeso (Maybeso Creek) dalle sorgenti fino alla foce e copre più o meno la vallata formata dal fiume.